# 南多族
在托爾金（J. R. R. Tolkien）的作品裡， 南多族（Nandor）是帖勒瑞族（Teleri）的後裔。他們在由庫維因恩（Cuiviénen）前往維林諾（Valinor）的大遠行（Great Journey）途中，在迷霧山脈（Misty Mountains）前退出，在萊恩維（Lenwë）的領導下沿安都因河（Anduin）向南走，消失在歷史當中。托爾金在《精靈寶鑽》裡指南多的意思是「回頭者」（those who turn back）。
很多年後，以萊恩維之子迪耐瑟為首的部分精靈，越過伊瑞德隆（Ered Luin），進入歐西瑞安（Ossiriand），即後世所稱的林頓（Lindon）一帶。他們即是綠精靈（Laiquendi）。
幽暗密林（Mirkwood）和羅斯洛立安（Lothlórien）的森林精靈（Silvan Elves）亦是南多族的後裔。在剛鐸立國初期，他們居住在多爾安羅斯（Dol Amroth）附近的艾德西隆得（Edhellond）。南多族精靈與亞維瑞（Avari）、部分諾多族（Noldor）及辛達族（Sindar）。
南多族的南多林語（Nandorin）在第一紀元末後已在中土大陸消聲匿跡，辛達林語取代了南多林語，南多林語已消失，只在地名上仍存在著，如Laurelindórinan/Lindórinand ，是羅斯洛立安的舊稱，以及一些人名如安羅斯（Amroth）。